# کائلوس

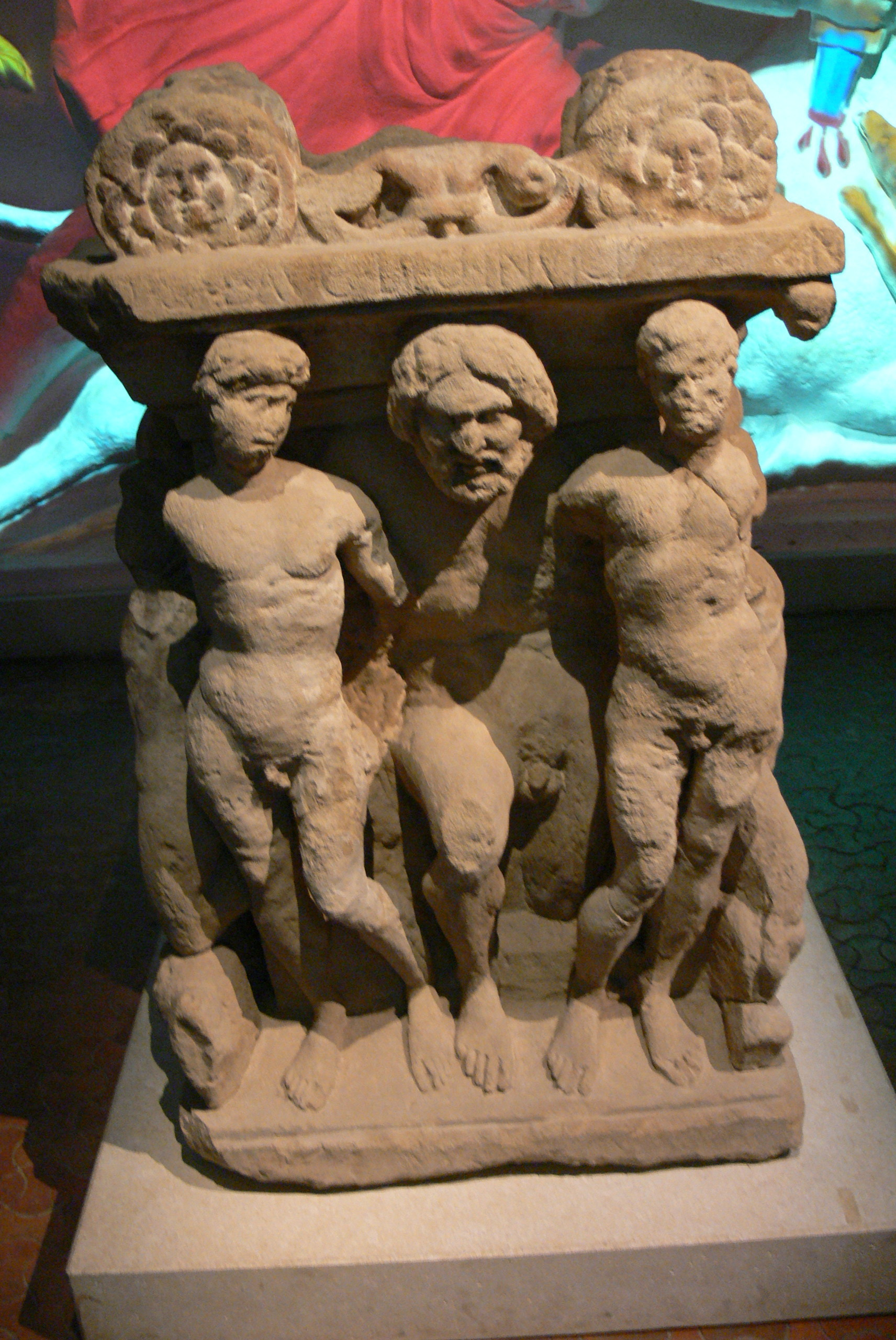
موزه Carnuntinum (اتریش پایین). محراب (قرن سوم) برای میترا که کائلوس (بهشت) را در کنار تمثیلی از فصول نشان می دهد

کائلوس (انگلیسی: Caelus) خدای اولیه آسمان در اسطوره‌شناسی روم و الهیات دین رومی، شمایل‌نگاری و ادبیات لاتین بود.